# Jakow Dorofejewitsch Dorofejew
Jakow Dorofejewitsch Dorofejew (russisch Яков Дорофеевич Дорофеев; * 18. Jahrhundert; † 9. Septemberjul. / 21. September 1832greg. in Unalaska in Russisch-Amerika) war ein russischer Seefahrer und Forschungsreisender.

## Leben
Dorofejew stammte aus dem Gouvernement Olonez. Er arbeitete ab 1802 als Baidarka-Fahrer für die Russländisch-Amerikanische Kompagnie (RAK) und war mit der Seeotter-Jagd beschäftigt.
1823 war Dorofejew mit 50 Baidarkas an der vom RAK-Gouverneur Matwei Murawjow nach Oberkalifornien geschickten Expedition beteiligt, die die Seeotterjagd sicherstellen sollte, und erforschte die Slawjanka, den jetzigen Russian River. 1824 erforschte er mit einer Jagd-Gruppe die Küste der Bucht von San Francisco.
Als Dorofejew in einem der letzten 1820er Jahre nach Russisch-Amerika zurückkehrte, wurde er zum Verwalter des Unalaska-Kontors der RAK ernannt und war zuständig für die Inseln Unalaska, Sanak, Unga mit dem nach Efstratios Delarof benannten Hafen, Umnak, Akun und Unimak mit einer Bevölkerung von über 1000 Menschen. Er organisierte die Jagd auf Seeotter und kaufte von den Aleuten Fuchs-Felle, Walrosselfenbein und Walknochen. Er übte dieses Amt bis zu seinem Tode aus.
Dorofejew starb am 21. September 1832 in Unalaska und wurde dort am Kapitänshafen begraben.